# 都城市立祝吉中学校
都城市立祝吉中学校（みやこのじょうしりつ いわよしちゅうがっこう）は、宮崎県都城市千町にある公立中学校である。

## 沿革
- 1947年
  - 4月28日 - 学校設立認可。
  - 5月8日 - 都城青年学校の校舎を借用し開校式挙行。
- 1949年
  - 4月11日 - 川東方面の生徒を小松原中学校に編入。
  - 9月1日 - 旧農学校跡に移転。
- 1951年3月19日 - 現在地に移転。
- 1963年4月13日 - 体育館竣工。
- 1968年5月18日 - プール竣工。

## 概要
- 生徒数550名
- 学級数17個（通常学級16、特別支援学級1）
- 職員数32名

（2009年4月1日時点）

## 通学区域
- 祝吉小学校通学区域
- 川東小学校通学区域

## 交通
- 宮崎交通バス 「早水入口」から、徒歩で5分。

## 生徒会活動・部活動など

### 部活動
- テニス部（男・女）
- バレー部（男・女）
- バスケット部（男・女）
- 卓球部（男・女）
- 野球部
- サッカー部
- ソフト部
- 陸上部（男・女）
- 弓道部（男・女）
- 吹奏楽部（男・女）
- 美術部（男・女）